# Maxime Crépeau
Maxime Crépeau (* 11. Mai 1994 in Greenfield Park, Kanada) ist ein kanadischer Fußballtorwart.

## Werdegang

### Vereinskarriere
Ab 2010 besuchte Crépeau die Montreal Impact Academy, die kanadische Jugendspieler ausbildet. Insgesamt spielte er drei Saisons mit dem U-21-Team von Montreal Impact.
Anfang März 2014 erhielt Crépeau gemäß der Homegrown Player Rule einen Platz im Kader des MLS-Teams des kanadischen Franchise. In der Saison 2014 machte er allerdings kein Spiel in der MLS und war der dritte Torwart des Franchise hinter Evan Bush und Troy Perkins.
Nachdem Montreal Impact den FC Montréal zur Ausbildung junger Spieler gegründet hatte, wechselte Crépeau im Jahr 2015 für einige Spiele dorthin und sammelte Spielpraxis in der United Soccer League.

### Nationalmannschaft
Im Alter von 15 Jahren wurde Crépeau erstmals für ein Nachwuchsteam der kanadischen Fußballnationalmannschaft nominiert. Er durchlief seitdem verschiedene Nachwuchs-Auswahlteams Kanadas. Für die kanadische U-17-Auswahl wurde er sechs Mal eingesetzt; unter anderem nahm er mit ihr an der U-17-Weltmeisterschaft 2011 in Mexiko teil.
Für die U-20-Auswahl spielte Crépeau drei Mal und in der U-23-Auswahl kam er auf vier Einsätze.
Im Januar 2014 wurde er für ein Trainingslager des kanadischen A-Nationalteams eingeladen. Sein Debüt für die A-Nationalmannschaft seines Landes gab Crépeau am 2. Februar 2016 im Spiel gegen die Auswahl der USA, in dem er sechs Torschüsse abwehrte und ein Gegentor nicht verhindern konnte.